# Ге Мін
Доктор Ге Мін (Chinese: 倪敏; pinyin: Ní Mǐn) — колишня президент Товариства природи в Сінгапурі. З січня 2005 року по квітень 2006 року вона була депутатом парламенту країни.

## Раннє життя та освіта
Ге – колишня учениця методистської школи для дівчат та англо-китайської школи. Вона закінчила медичний факультет Національного університету Сінгапуру та працює консультанткою-офтальмологинею у Медичному центрі Маунт-Елізабет, а також виїзною консультанткою у Сінгапурському національному очному центрі та Національній університетській лікарні. Вона є онукою філантропа Лі Конга Чіана.

## Кар'єра
У грудні 2004 року Ге була призначена депутатом парламенту.
У 2006 році Ге була однією із трьох лауреатів інавгураційної президентської премії з охорони навколишнього середовища разом з Томмі Ко та Товариством охорони водних шляхів (WWS).
Ге очолює функціональний комітет з питань довкілля та здоров'я Південно-Західної ради розвитку громад. Вона є членом правління Азіатсько-Тихоокеанської ради з охорони природи; водопровідної мережі PUB та Ради з навколишнього середовища Сінгапуру.